# Helmut Mayer
Helmut Mayer (Waiern,  de 19) es un deportista austríaco que compitió en esquí alpino. Es padre del esquiador Matthias Mayer.
Participó en los Juegos Olímpicos de Calgary 1988, obteniendo una medalla de plata en Calgary 1988, en la prueba de supergigante.
Ganó una medalla de plata en el Campeonato Mundial de Esquí Alpino de 1989, en la prueba de supergigante. En la Copa del Mundo consiguió una victoria y cinco podios en total.
En 1996 recibió la Condecoración de Honor de Plata de la Orden al Mérito de la República de Austria.

## Palmarés internacional
| Juegos Olímpicos   | Juegos Olímpicos      | Juegos Olímpicos | Juegos Olímpicos |
| Año                | Lugar                 | Medalla          | Prueba           |
| ------------------ | --------------------- | ---------------- | ---------------- |
| 1988               | Calgary (Canadá)      | Medalla de plata | Supergigante     |
| Campeonato Mundial |                       |                  |                  |
| Año                | Lugar                 | Medalla          | Prueba           |
| 1989               | Vail (Estados Unidos) | Medalla de plata | Supergigante     |